# Анселм Франц фон Шьонборн
Анселм Франц фон Шьонборн (на немски: Anselm Franz Graf von Schönborn-Heussenstamm; * 5 януари 1681 в Майнц; † 10 август 1726 в Майнц) е граф на Шьонборн-Буххайм-Волфщхал и Хойзенщам в Хесен.

## Произход
Той е син, десетото дете, на граф Мелхиор Фридрих фон Шьонборн-Буххайм (1644 – 1717), държавен министър на Курфюрство Майнц, и съпругата му фрайин Мария Анна София фон Бойнебург-Ленгсфелд (1652 – 1726), дъщеря на фрайхер Йохан Кристиан фон Бойнебург-Ленгсфелд († 1672) и Анна Кристина Шютц фон Холцхаузен. Племенник е на Лотар Франц фон Шьонборн († 1729), княжески епископ на Бамберг (1693 – 1729), курфюрст и архиепископ на Майнц (1695 – 1729).
Брат е на Йохан Филип Франц фон Шьонборн († 1724), княжески епископ на Вюрцбург (1719 – 1724), Фридрих Карл фон Шьонборн, епископ на Бамберг и Вюрцбург († 1746), Дамиан Хуго Филип фон Шьонборн († 1743), кардинал, епископ на Шпайер и Констанц, Франц Георг фон Шьонборн, архиепископ на Трир († 1756), Рудолф Франц Ервайн фон Шьонборн-Буххайм и Волфщал († 1754), дипломат, и Марквард Вилхелм († 1770), домпропст на Айхщет и Бамберг.
Баща му Мелхиор Фридрих фон Шьонборн-Буххайм оставя своята резиденция в дворец Шьонборн в Хойзенщам в полза на син си Анселм Франц, който е построен от баща му фрайхер Филип Ервайн фон Шьонборн (1607 – 1668).

## Фамилия
Анселм Франц се жени 1717 г. за графиня Мария Терезия фон Монфор-Тетнанг (* 1 февруари 1698; † 2 април 1751, Виена), дъщеря на граф Антон II фон Монфор (1670 – 1730/1733) и графиня Мария Анна Леополдина фон Тун и Хоенщайн (1664 – 1733). Те имат четири деца:
- Франц Лотар Лудвиг Антон Йозеф фон Шьонборн (* 11 юни 1719; † 1728)
- Хуго Фридрих Филип Карл фон Шьонборн (* 1 юли 1721; † 1734)
- Мария Анна София Шарлота фон Шьонборн (1725 – 1726)
- Егон Франц Ервайн Вилхелм Анселм Карл фон Шьонборн-Хойсенщам-Буххайм (* 17 януари 1727; † 25 юли 1801), женен I. на 1 август 1751 г. в замък Анхолт при Иселбург за принцеса Мария Елизабет Йозефа фон Салм и Салм-Салм (* 4 април 1729; † 8 март 1775), II. на 16 юни 1776 г. за Мария Терезия фон Колоредо (* 18 юли 1744; † 14 август 1828)